# 5481 Kiuchi
5481 Kiuchi eller 1990 CH är en asteroid i huvudbältet som upptäcktes den 15 februari 1990 av de båda japanska astronomerna Kazuro Watanabe och Kin Endate vid Kitami-observatoriet. Den är uppkallad efter den japanske astronomen Tsuruhiko Kiuchi.
Den tillhör asteroidgruppen Vesta.